# 代蒙 (卢瓦雷省)
代蒙（法語：Desmonts）是法国卢瓦雷省的一个市镇，位于该省北部，和埃松省接壤，属于皮蒂维耶区。该市镇总面积4.76平方公里，2009年时的人口为176人。

## 人口
代蒙人口变化图示